# Angelino Dulcert
Angelino Dulcert, forse anche Dalorto, Dalorco e Dall'Orto (fl. 1325-1339), è stato un cartografo operante a Palma di Maiorca nel Trecento.

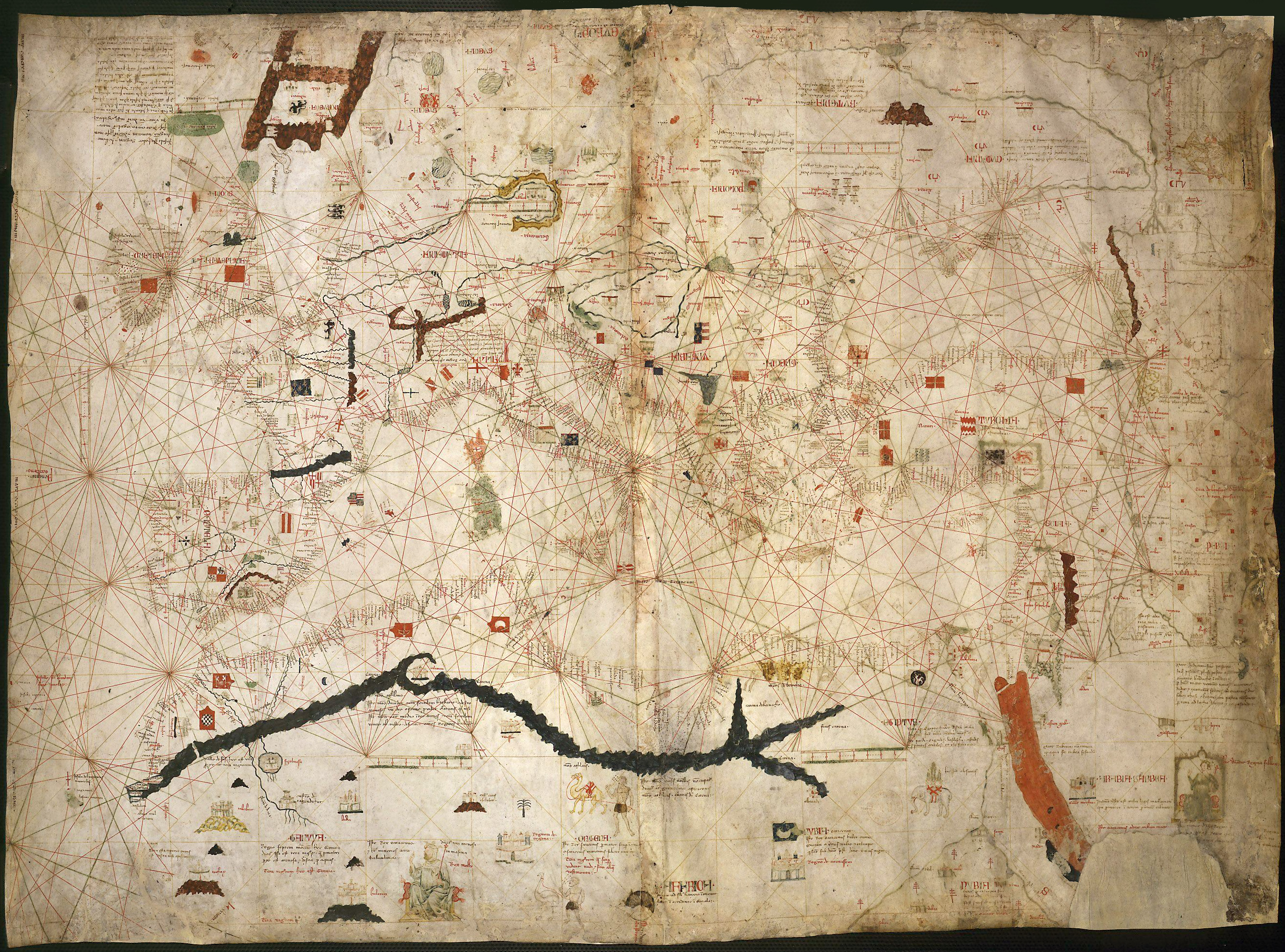
Portolano di Angelino Dulcert (1339).

Di possibili origini genovesi, Dulcert è riconosciuto quale autore di almeno due portolani, realizzati nel 1325 e del 1339, l'ultimo dei quali, compilato a Palma di Maiorca, rappresenta il primo esemplare conosciuto e attribuito alla cosiddetta Scuola di Maiorca.

## Biografia
Quasi nulla di certo si conosce della sua vita. Viene identificato con il cartografo Angelino de Dalorto (fl. 1325), mentre il suo vero nome doveva essere Angelino de Dulceto (o Dulceti), o, forse, Angelí Dolcet. L'origine di Dulcert è comunque incerta: si ipotizza che fosse di origini italiane, quelle di un genovese trasferitosi a Maiorca negli anni 1320-1330, dopo essersi formato a Genova.

### Il portolano di Dulcert
Le note e le legende sono scritte in latino, e la mappa si caratterizza in quanto rappresenta aspetti che risultano sconosciuti alle opere coeve prodotte a Genova e nella Repubblica di Venezia.
La mappa tenta inoltre di rappresentare il nord Europa e incorpora informazioni relative all'Africa, non concentrandosi solo sulle rappresentazioni relative al mar Mediterraneo che caratterizzano, invece, le opere dell'epoca. Si distingue, inoltre, per essere il primo portolano nel quale s'identifica l'isola di Lanzarote, la più orientale dell'arcipelago delle Canarie, come Isola di Lanzarotus Marocelus, un riferimento al navigatore genovese Lanzerotto Malocello.
Il portolano è disegnato su due pergamene manoscritte, unite in un'unica carta che ha dimensioni 75 × 102 centimetri; si trova presso la Biblioteca nazionale di Francia, a Parigi.

### Il portolanoDalorto 1325

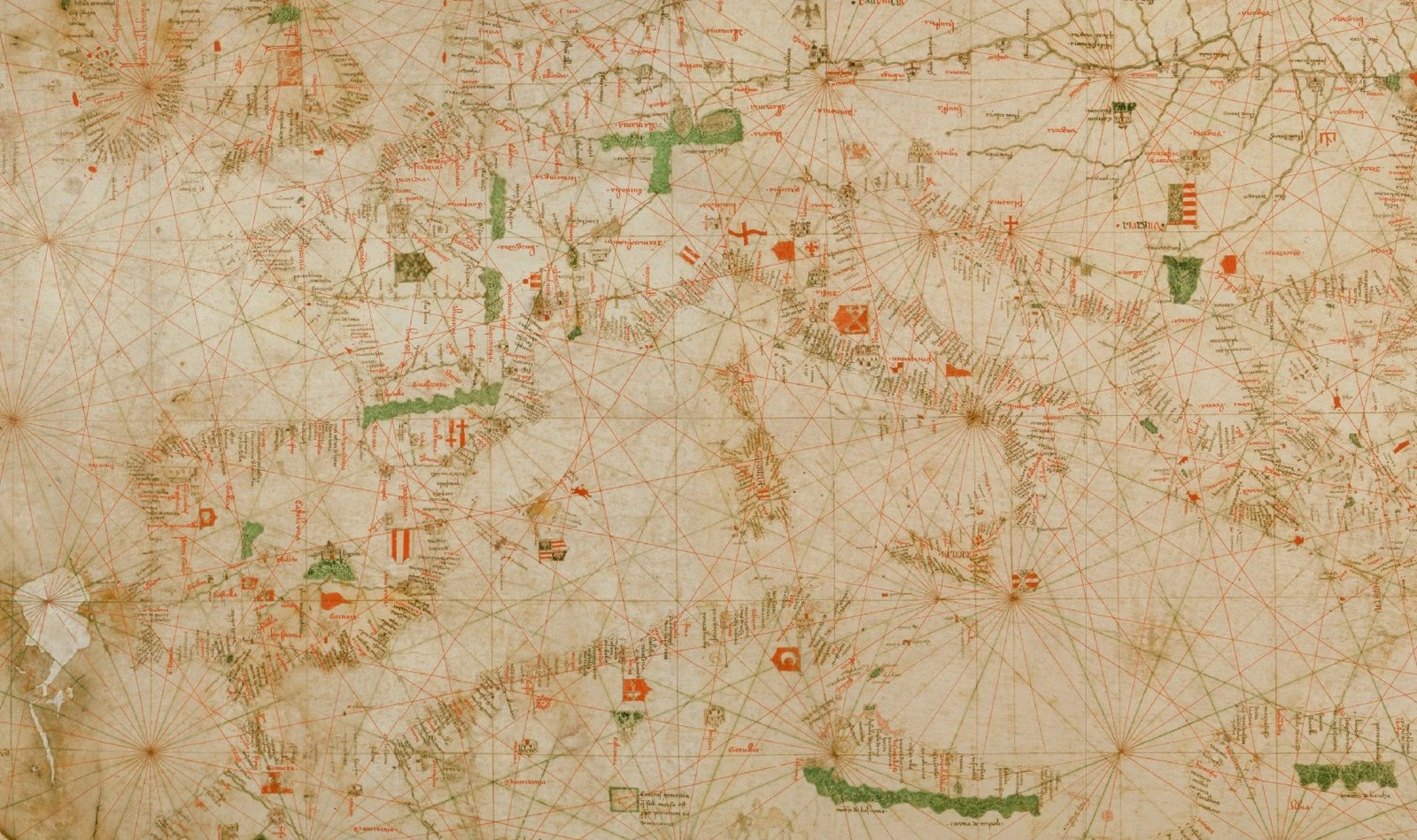
Porzione del portolano Dalorto 1325

Un altro portolano molto simile, disegnato negli anni 1325-1330 (non si sa se in Catalogna o a Genova) è attribuito a Angelino Dalorto. La sua datazione, un tempo creduta al 1325, è stata rivista al 1330.
Il documento appartiene alla Collezione Corsini a Firenze.  La firma è stata tradizionalmente letta come "Hoc opus fecit Angelinus de Dalorto anno dñi MCCXXV de mense martii composuit hoc" (da allora la lezione è stata rivista in "Angelinus de Dulceto" e "anno dñi MCCXXX", da cui la revisione del nome in "Dulceto" e l'anno in 1330).
La somiglianza con il portolano Dulcert, la comune epoca di realizzazione, e l'assonanza dei nomi degli autori (Angelinus Dulcert e Angelinus De Dalorto), ha fatto ritenere che i due autori debbano considerarsi una stessa persona.